# 3506 Френч
3506 Френч (3506 French) — астероїд головного поясу, відкритий 6 лютого 1984 року.
Тіссеранів параметр щодо Юпітера — 3,228.